# Hilde Borik
Hilde Borik (* 28. Jänner 1908 in Wien; † 24. März 2007) war eine österreichische Politikerin (SPÖ). Borik vertrat die SPÖ von 1945 bis 1946 im Burgenländischen Landtag.
Borik absolvierte die Pflichtschule und arbeitete als Schneiderin. Sie war ab den 1920er Jahren Mitglied der Sozialdemokratischen Arbeiterjugend und arbeitete bis 1934 im Parteisekretariat Eisenstadt. Ab 1945 beteiligte sie sich am Aufbau der SPÖ-Frauenorganisation und war vom 13. Dezember 1945 bis zum 25. September 1946 Abgeordnete zum Burgenländischen Landtag. Sie war zu dieser Zeit die einzige weibliche Landtagsabgeordnete im Burgenland, musste jedoch aus familiären Gründen nach Wien übersiedeln und verließ die burgenländische Landespolitik. Borik wurde am Ober Sankt Veiter Friedhof in Wien bestattet. 